# Bradley (Hampshire)
Bradley is een civil parish in het bestuurlijke gebied East Hampshire, in het Engelse graafschap Hampshire.